# ネナド・クリスティッチ
ネナド・クリスティッチ(セルビア語: Ненад Крстић,英語: Nenad Krstić、1983年7月25日 - )は、セルビアのプロバスケットボール選手。ユーゴスラビア連邦セルビア共和国のラシュカ郡クラリェヴォ出身。ポジションはセンター。213cm、118kg。

## 経歴
2002年のNBAドラフトでネッツから全体の24位指名を受ける。だが、実際にNBA入りを果たしたのは2年後の2004-2005シーズンからで、それまではセルビアのパルチザン・ベオグラードに所属していた。
ルーキーシーズンからインサイドでチームに貢献。1試合平均10.0得点5.3リバウンドの成績でオールルーキーセカンドチーム(そのシーズンの優秀な新人選手10人)に選出された。
翌シーズンは更なる成長を遂げ、1試合平均13.5得点6.4リバウンドの成績を残し、ヴィンス・カーター、ジェイソン・キッド、リチャード・ジェファーソンに次ぐ第四のプレイヤーとして、シーズン終盤のチーム記録となる14連勝の原動力となった。また、同シーズンのMIP（最も成長したプレーヤー）候補では3位にランクイン（1位はフェニックス・サンズのボリス・ディアウ）。
2006-2007シーズンは夏に行われた世界選手権の母国代表を辞退して臨み、更なる活躍を見せて平均得点はチーム2位を記録した。しかし12月22日のロサンゼルス・レイカーズ戦で左膝前十字じん帯断裂という大怪我を負い、その後のシーズンを棒に振る事態となった。
2008年、ロシア男子プロバスケットボールリーグスーパーリーグのトライアンフ・リュベルツィに移籍するも同年、オクラホマシティ・サンダーと契約しNBAに復帰した。
2011年2月24日､ジェフ・グリーンとともに､ネイト・ロビンソン､ケンドリック・パーキンスとの交換トレードにより､ボストン・セルティックスへ移籍。
2011年、PBC CSKAモスクワに移籍した。

## プレイスタイル
近年NBAで増加しつつあるヨーロッパ出身センターの１人であり、柔らかいシュートタッチでゴールから離れた場所からも得点できる。一方でゴール下でのポジション争いなど、フィジカルな能力を必要とする面での課題が残されている。